# Wil (Zürich)
Wil is een gemeente en plaats in het Zwitserse kanton Zürich, en maakt deel uit van het district Bülach.

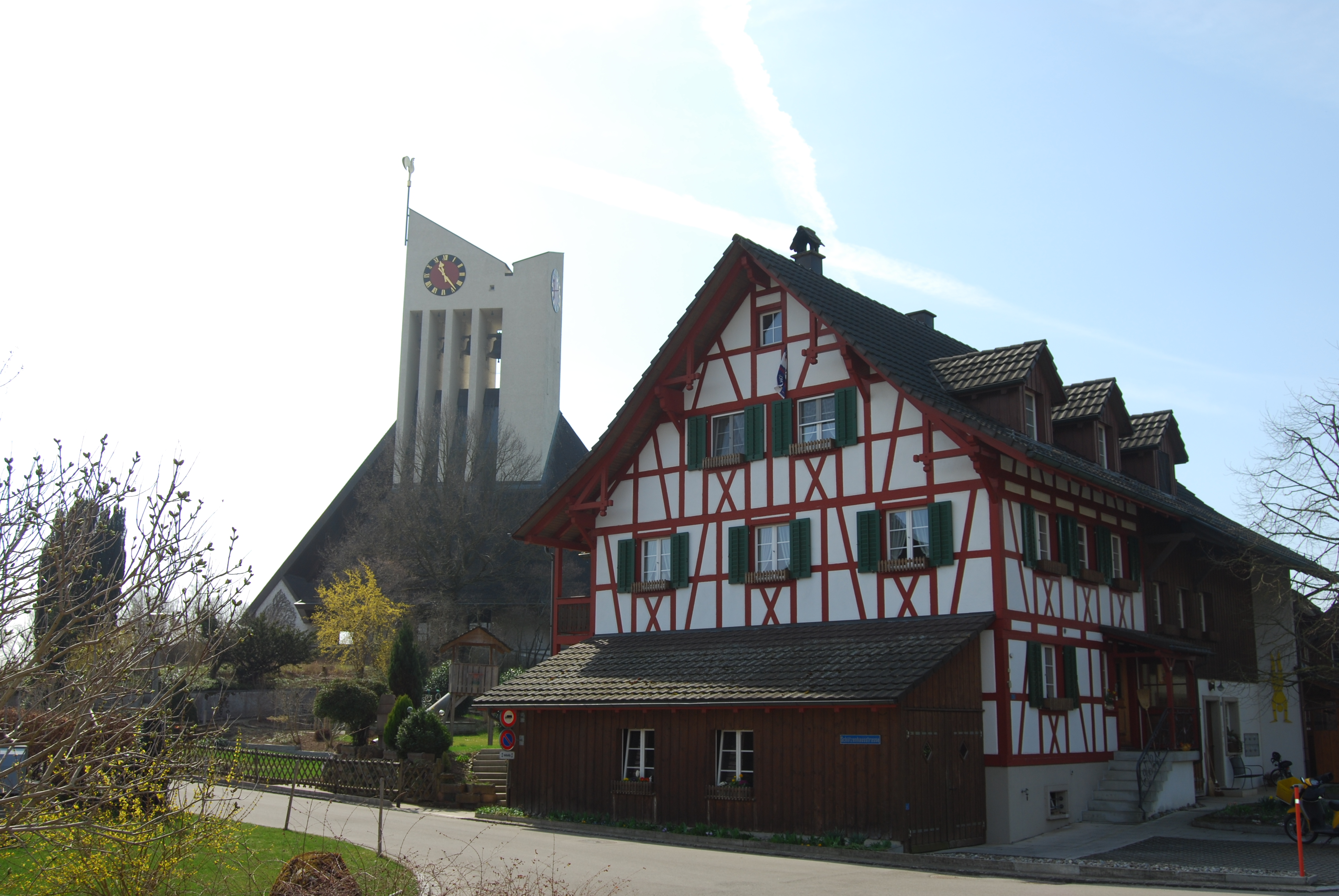
Wil

Wil telt 3691 inwoners.